# Francesco Mulè
Francesco Mulè (né à Rome le 3 décembre 1926 et mort dans la même ville le 4 novembre 1984) est un acteur et doubleur de voix italien.

## Biographie
Francesco Mulè est né à Rome le 3 décembre 1926. Il est le fils du compositeur et directeur de l'Académie nationale Sainte-Cécile, Giuseppe Mulè. Après avoir fréquenté l'Académie nationale d'art dramatique il fait ses débuts en 1953 dans Du soleil dans les yeux (titre original :Il sole negli occhi) de  Antonio Pietrangeli. Ses apparitions dans les films se limitent à des rôles secondaires comiques. Il apparaît aussi bien au théâtre qu'à la télévision et participe à une série de publicités aux côtés de Solvi Stübing pour la marque Birra Peroni. Il assure le doublage de voix en italien de Yogi l'ours.
Francesco Mulè est mort à Rome le 4 novembre 1984à l'âge de 57 ans.

## Filmographie partielle
- 1953 : Du soleil dans les yeux (Il sole negli occhi) de Antonio Pietrangeli
- 1955 : Le Célibataire  (Lo scapolo) de Antonio Pietrangeli
- 1957 : Souvenirs d'Italie de Antonio Pietrangeli
- 1958 : Voyage de plaisir (Camping) de Franco Zeffirelli
- 1958 : Femmes d'un été  ( Racconti d'estate) de Gianni Franciolini
- 1959 : Totò à Madrid (ou « Un coup fumant ») (Totò, Eva e il pennello proibito) de Steno
- 1961 : Totò, Peppino e... la dolce vita de Sergio Corbucci
- 1962 : Les Don Juan de la Côte d'Azur (I Dongiovanni della Costa Azzurra) de Vittorio Sala
- 1963 : Le Jour le plus court (Il giorno più corto) de  Sergio Corbucci
- 1963 : Le Quatrième Mousquetaire (I quattro moschettieri) de Carlo Ludovico Bragaglia
- 1964 : Le Sexe des anges ( Le voci bianche) de  Pasquale Festa Campanile et Massimo Franciosa
- 1964 : Il gaucho de Dino Risi
- 1964 : Les Martiens ont douze mains (I marziani hanno dodici mani) de Castellano et Pipolo
- 1967 : La Ceinture de chasteté (La cintura di castità) de Pasquale Festa Campanile
- 1968 : C'est mon mari et je le tue quand bon me semble (Il marito è mio e l'ammazzo quando mi pare) de Pasquale Festa Campanile
- 1971 : Notre héros retrouvera-t-il le plus gros diamant du monde ? (Riuscirà il nostro eroe a ritrovare il più grande diamante del mondo ?) de Guido Malatesta
- 1974 : Il lumacone de Paolo Cavara